# 특수선형군
군론에서 특수선형군(特殊線型群, special linear group)은 행렬식이 1인 정사각행렬들이 이루는 군이다. 기호는 {\displaystyle \operatorname {SL} (n,\mathbb {F} )}.

## 정의
{\displaystyle \mathbb {F} }가 체라고 하자. 특수선형군 {\displaystyle \operatorname {SL} (n,\mathbb {F} )}는 행렬식이 1인 {\displaystyle n\times n} 정사각행렬들이 이루는, 곱셈에 대한 군이다.

## 성질
특수선형군은 일반선형군의 정규 부분군이며, 행렬식 군 준동형의 핵이다. 즉, 다음과 같은 행렬식 사상
{\displaystyle \det \colon \operatorname {GL} (n,\mathbb {F} )\to F^{\times }}
이 주어졌을 때 ({\displaystyle \mathbb {F} ^{\times }}는 0이 아닌 체의 원소들의 곱셈군), 다음과 같은 짧은 완전열이 존재한다.
{\displaystyle 1\to \operatorname {SL} (n,\mathbb {F} )\hookrightarrow \operatorname {GL} (n,\mathbb {F} ){\overset {\det }{\twoheadrightarrow }}\mathbb {F} ^{\times }\to 1}.
만약 {\displaystyle \mathbb {F} }가 {\displaystyle \mathbb {R} } 또는 {\displaystyle \mathbb {C} }이라면, {\displaystyle \operatorname {SL} (n,\mathbb {F} )}는 리 군을 이룬다. 이 리 군의 차원은 {\displaystyle n^{2}-1}차원이다 (실수 또는 복소 차원). 이에 대한 리 대수 {\displaystyle {\mathfrak {so}}(n,\mathbb {F} )}는 대각합이 0인 {\displaystyle n\times n} 정사각행렬들로 구성된다.

## 특수한 경우
- {\displaystyle \operatorname {SL} (2,\mathbb {C} )}는 뫼비우스 변환의 군 {\displaystyle \operatorname {PSL} (2,\mathbb {C} )}의 두 겹 피복 공간이다. (이는 {\displaystyle M\sim -M}으로 몫군을 취했기 때문이다.)
- 마찬가지로, {\displaystyle \operatorname {SL} (2,\mathbb {R} )}는 복소 반평면의 자기동형사상군 {\displaystyle \operatorname {PSL} (2,\mathbb {R} )}의 두 겹 피복 공간이다.

## 같이 보기
- 일반선형군
- 2차원 실수 특수선형군